# Cobitis paludica
La colmilleja (Cobitis paludica) es una especie de pez de la familia Cobitidae. Es una especie de pequeño tamaño, no suele alcanzar los 150 mm de longitud, su cuerpo es alargado con cuatro filas de manchas oscuras. La cabeza presenta pequeñas manchas oscuras y debajo del ojo tienen una pequeña espina, para defensa contra los depredadores. Carece de vejiga natatoria. Existe un acusado dimorfismo sexual, siendo las hembras de mayor tamaño.

## Hábitat
Es una especie endémica de la península ibérica, que habita en las partes medias y bajas de los ríos, con poca corriente y con fondos de arena y grava y vegetación acuática. Se alimentan preferentemente de larvas de insectos y otros vertebrados, algas y detritos.

## Distribución
Su distribución se limita a la península ibérica (España y Portugal). Se distribuye en las cuencas, del Miño,  Ebro, Tajo, Guadiana, Guadalquivir, Guadarrama, Júcar, Turia, Albufera de Valencia en algunos afluentes de la margen izquierda del río Duero. En Asturias se localiza en la cuenca
del río Nalón (ríos Nalón, Narcea, Nora, Trubia y Aranguín). Probablemente fue introducida en los ríos Miño, Ulla y Nalón y en el lago de Bañolas. 
Sus poblaciones se hallan en franca regresión, habiendo desaparecido en las últimas décadas de algunos ríos de las cuencas donde habitaba.

## Amenazas
Una de las principales amenazas a la conservación de esta especie es la introducción de peces exóticos en los últimos años en la península ibérica. Algunas de estas especies son depredadores de C. paludica como el pez gato (Ameiurus melas), el siluro (Silurus glanis), el black-bass (Micropterus salmoides), el lucio (Esox lucius), la lucioperca (Sander lucioperca). Otras como el pez sol (Lepomis gibbosus) y diversas especies de ciprínidos desplazan a las especies autóctonas por compartir nicho ecológico. Este declive se estima que será en los próximos años de al menos el 20% en el área de ocupación de la especie.[cita requerida] Además la fuerte contaminación de las partes bajas de los ríos, donde con frecuencia vive esta especie, junto a la extracción de áridos en sus zonas de freza, han contribuido a su desaparición en muchos ríos donde antes abundaba. También el uso de esta especie como cebo vivo para la pesca.[cita requerida]